# Losikongo
Ne doit pas être confondu avec kongo.
Le losikongo (ou ikongo) est une langue bantoue parlée en République démocratique du Congo. C’est une variante du lomongo.